# Сарыбаш (Азербайджан)
Сарыбаш (азерб. Sarıbaş, цахур. Sarvagel) — селение в Гахском районе Азербайджана.

## География
Расположен на высоте 1800 метров над уровнем моря у подножия южного склона Большого Кавказа, в верховьях реки Курмух по дороге из Илису в Дагестан (Россия).

## История
Село основали цахуры, представители Цахурского тухума Мысафырар. Но со временем ассимилировались, и на сегодняшний день считают себя азербайджанцами.
Жители села Цахур, отделившись от своего общества, переселились на другой склон Кавказского хребта и основали селение Сарыбаш. Местное грузинское, христианское население не могло вынести такого близкого соседства новых пришельцев, мусульман. Собрав огромное войско они пошли на сарыбашцев, которые, узнав о предстоящем нападении, построили, в полутора верстах ниже селения, завал. Следы этого завала видны и теперь.
Такое укрепление оказалось для грузинского войска неприступным, однако же, несмотря на это, битва продолжалась несколько дней. Наконец, осаждающие, видя невозможность овладеть завалом, разделились на два отряда: один продолжал атаковать завал, а другой пошёл в обход.
Пройдя по ущелью Ах-Чай-дара, этот отряд поднялся на господствующую над Сарыбашем возвышенность; спустившись оттуда, войско грузин атаковало селение, в котором остались только немощные старики, женщины и дети. Старики в это время были в мечети и совершали молитву. Разъяренное воинство ворвалось в мечеть и истребило всех, находившихся в ней людей. Потом умертвили всех женщин и детей и, разрушили некоторые здания, и возвратились обратно.
Мечеть эта, в настоящее время, носит название Шагидмек-Эры, что значит: место мучеников; гора же, по которой спускались грузины в селение, называется Гюрджи-Кошун (грузинское войско).
Весть об этом ужасном побоище дошла до цахурцев, хновцев и других горцев, которые напали на грузинское войско и разбили их на голову. Часть из них была убита, а часть взята в плен; остальных же, затем, прогнали за Алазань. Кахцы также были наказаны за их вероломство.

## Население
По данным Кавказского календаря за 1912 год, в селении Сарыбаш проживали цахуры числом 919 человек.
Согласно Э. Летифовой занимавшейся полевыми исследованиями в селе в 1990-х годах часть родов Сарыбаша имели тюркское происхождение а часть цахурское. При этом всё население говорило по азербайджански.
В советские годы большая часть населения села была переселена на равнинную часть Кахского района, в новое село получившее название Джалаир. По переписи 2009 года в селе проживало 173 человека. Численность Сарыбашского муниципалитета (Сарыбаш, Джалаир) составляла 1703 человека.